# Liga Panameña de Fútbol Clausura 2013
La Liga Panameña de Fútbol clausura 2013, 
oficialmente por motivo de patrocinio Copa Digicel clausura 2013 fue la XXXVIII edición del torneo de la Liga Panameña de Fútbol, siendo el clausura de la temporada 2012-2013. Empezó el viernes 11 de enero de 2013 y Finalizó el domingo 19 de mayo de 2013.
Finalizó campeón el Sporting San Miguelito por primera vez en su historia, clasificando a la Copa de Campeones de la Concacaf 2013-2014. Mientras que el Atlético Chiriquí terminó relegado a la segunda división.

## Equipos
| Equipo                 | Ciudad        | Estadio                         | Capacidad |
| ---------------------- | ------------- | ------------------------------- | --------- |
| Alianza FC             | Panamá        | Luis Ernesto "Cascarita" Tapia  | 900       |
| Atlético Chiriquí      | David         | Estadio San Cristóbal           | 2.500     |
| CD Árabe Unido         | Colón         | Estadio Armando Dely Valdés     | 4.000     |
| CD Plaza Amador        | Panamá        | Luis Ernesto "Cascarita" Tapia  | 900       |
| Chepo FC               | Chepo         | Luis Ernesto "Cascarita" Tapia  | 900       |
| Chorrillo FC           | Panamá        | Estadio Javier Cruz             | 2.500     |
| Rio Abajo FC           | Panamá        | Luis Ernesto "Cascarita" Tapia  | 900       |
| San Francisco FC       | La Chorrera   | Estadio Agustín Muquita Sánchez | 8.000     |
| Sporting San Miguelito | San Miguelito | Luis Ernesto "Cascarita" Tapia  | 900       |
| Tauro FC               | Panamá        | Luis Ernesto "Cascarita" Tapia  | 900       |

## Posiciones
- Fecha de actualización: 10 de agosto[1]

|  |     | Clubes                 | Pts | PJ | G  | E  | P  | GF | GC | Dif |  |
|  | --- | ---------------------- | --- | -- | -- | -- | -- | -- | -- | --- |  |
|  | 1º  | Tauro FC               | 33  | 18 | 10 | 3  | 5  | 30 | 25 | +5  |  |
|  | 2º  | San Francisco FC       | 32  | 18 | 9  | 5  | 4  | 27 | 21 | +5  |  |
|  | 3º  | CD Árabe Unido         | 27  | 18 | 7  | 6  | 5  | 18 | 14 | +4  |  |
|  | 4º  | Sporting San Miguelito | 27  | 18 | 8  | 3  | 7  | 19 | 18 | +1  |  |
|  | 5º  | Río Abajo FC           | 26  | 18 | 7  | 5  | 6  | 24 | 24 | 0   |  |
|  | 6º  | CD Plaza Amador        | 25  | 18 | 6  | 7  | 5  | 21 | 18 | +3  |  |
|  | 7º  | Chorrillo FC           | 24  | 18 | 7  | 3  | 8  | 25 | 28 | -3  |  |
|  | 8º  | Alianza FC             | 22  | 18 | 4  | 10 | 4  | 13 | 10 | -3  |  |
|  | 9º  | Atlético Chiriquí      | 15  | 18 | 2  | 9  | 7  | 18 | 24 | -6  |  |
|  | 10º | Chepo FC               | 11  | 18 | 2  | 5  | 11 | 12 | 25 | -13 |  |

## Segunda ronda
|  | Semifinales                   | Semifinales                   | Semifinales                   |   |                        | Final  | Final  |  |
|  | (IDA) May 4 - (VUELTA) May 10 | (IDA) May 4 - (VUELTA) May 10 | (IDA) May 4 - (VUELTA) May 10 |   |                        | May 19 | May 19 |  |
|  |                               |                               |                               |   |                        |        |        |  |
|  |                               |                               |                               |   |                        |        |        |  |
|  | Sporting San Miguelito        | 2                             | 1                             |   |                        |        |        |  |
|  | Sporting San Miguelito        | 2                             | 1                             |   |                        |        |        |  |
|  | Tauro FC                      | 1                             | 1                             |   |                        |        |        |  |
|  | Tauro FC                      | 1                             | 1                             |   | Sporting San Miguelito | 4      |        |  |
|  |                               |                               |                               |   | Sporting San Miguelito | 4      |        |  |
|  |                               |                               | San Francisco FC              | 1 |                        |        |        |  |
|  | CD Árabe Unido                | 0                             | San Francisco FC              | 1 | 1                      |        |        |  |
|  | CD Árabe Unido                | 0                             |                               |   | 1                      |        |        |  |
|  | San Francisco FC              | 0                             | 2                             |   |                        |        |        |  |
|  | San Francisco FC              | 0                             | 2                             |   |                        |        |        |  |
|  |                               |                               |                               |   |                        |        |        |  |

## Tabla de descenso
| [ 3 ] |     | Equipos                | Pts | PJ | G  | E  | P  | GF | GC | Dif |
| ----- | --- | ---------------------- | --- | -- | -- | -- | -- | -- | -- | --- |
|       | 1.  | CD Árabe Unido         | 59  | 36 | 15 | 4  | 7  | 43 | 34 | +9  |
|       | 2.  | Río Abajo FC           | 58  | 36 | 16 | 10 | 10 | 51 | 43 | +8  |
|       | 3.  | CD Plaza Amador        | 51  | 36 | 12 | 15 | 9  | 43 | 41 | +2  |
|       | 4.  | Tauro FC               | 54  | 36 | 15 | 9  | 12 | 55 | 52 | +3  |
|       | 5.  | San Francisco FC       | 50  | 36 | 13 | 11 | 12 | 47 | 43 | +4  |
|       | 6.  | Sporting San Miguelito | 47  | 36 | 12 | 11 | 13 | 33 | 35 | -2  |
|       | 7.  | Chorrillo FC           | 49  | 36 | 12 | 13 | 11 | 47 | 47 | 0   |
|       | 8.  | Alianza FC             | 40  | 36 | 8  | 16 | 12 | 34 | 34 | 0   |
|       | 9.  | Chepo FC               | 36  | 36 | 7  | 15 | 14 | 34 | 43 | -9  |
|       | 10. | Atlético Chiriquí      | 30  | 36 | 4  | 18 | 14 | 32 | 47 | -15 |

Pts = Puntos; PJ = Partidos Jugados; G = Partidos Ganados; E = Partidos Empatados; P = Partidos Perdidos; GF = Goles Anotados; GC = Goles Recibidos; Dif = Diferencia de gol
- Orden como finalizó el Apertura 2012 y Clausura 2013.

|  | Descenderá a Liga Nacional de Ascenso. |

## Campeón
| Campeón de la LPF Causura 2013:   |
| --------------------------------- |
| Sporting San Miguelito 1.º Título |